# Station Lamongan
Lamongan is een spoorwegstation in de Indonesische provincie Oost-Java.

## Bestemmingen
- Kertajaya: naar Station Surabaya Pasarturi en Station Jakarta Tanjung Priok
- KRD Sulam: naar Station Surabaya Pasarturi
- KRD Bojonegoro: naar Station Surabaya Pasarturi en Station Bojonegoro
- KRD Babat: naar Station Surabaya Pasarturi en Station Babat